# Ribbon Island
Ribbon Island (von englisch ribbon ‚Band‘) ist eine schmale Insel vor der Ingrid-Christensen-Küste des ostantarktischen Prinzessin-Elisabeth-Lands. Sie gehört zu den Rauer-Inseln und liegt östlich von Thread Island.
Australische Wissenschaftler benannten sie deskriptiv.